# رادومپولا
رادومپولا (به لاتین: Radompola) یک منطقهٔ مسکونی در سری‌لانکا است که در استان جنوبی (سری‌لانکا) واقع شده‌است.